# Léonard de Goritz
Léonard de Goritz (en allemand : Leonhard von Görz), né en 1444 et mort le 12 avril 1500 à Lienz, est le dernier prince de la maison de Goritz (Meinhardiner). Confronté à l'extinction de sa dynastie, il a inauguré la transition de ses pays aux territoires héréditaires des Habsbourg.

## Biographie
Léonard, fils cadet du comte Henri VI de Goritz (1376-1454) et de sa deuxième épouse Catherine († 1471/83), une fille du palatin hongrois Miklós Garai II, hérita du comté au décès de son père en 1454. Il régna tout d'abord conjointement avec ses frères Jean II († 1462) et Louis († 1457). Les domaines de sa famille, Goritz dans l'ancien Patriarcat d'Aquilée et la région autour de Lienz entre Tyrol et Carinthie, connurent un grand déclin déjà sous le règne de leur père. Le comté était soumis à la pression de ses puissants voisins : les Habsbourg en Carinthie, Tyrol et Carniole, ainsi que la république de Venise et le comte Ulric de Cilley. Depuis 1434, Venise était ainsi entièrement maîtresse de presque toute la région du Frioul.
Après l'assassinat de Ulric de Cilley en 1456, une lutte interminable s'engagea à propos de son patrimoine et l’empereur Frédéric III de Habsbourg envahit les territoires des Goritz. Le 25 janvier 1460, ils aient eu à se soumettre aux revendications territoriales : la région à l'est du val Pusteria avec la résidence de Lienz est abandonnée, ainsi que plusieurs parties de la Carinthie. En échange, les comtes s'allièrent avec le frère hostile de l'empereur, l'archiduc Albert VI d'Autriche. À partir de 1462, Léonard devient seul responsable du gouvernement de ses terres après la mort de ses frères et réussit à reprendre la ville de Lienz.
Sans héritier, il établit à la fin de sa vie des alliances avec les Habsbourg et Venise. Virgil von Graben, adjoint de Léonard et ensuite nommé gouverneur des Habsbourg à Lienz, a joué un rôle clé dans le rapprochement avec l'Autriche. Avant sa mort en 1500, Léonard signe un contrat d'héritage avec l'archiduc Maximilien d'Autriche, roi des Romains, pour inclure ses territoires dans ceux des Habsbourg. Il est inhumé à Lienz. Son cénotaphe se situe dans la cathédrale de Gorizia.

## Mariage
Léonard épouse en premières noces une fille de Nikola Iločki, roi de Bosnie ; puis, en 1478 à Bozen, Paola Gonzague ("Paolina"; 1463-1497), fille du marquis Louis III de Mantoue et de Barbara de Brandebourg-Culmbach, mais n'a aucune descendance.